# Biometrika
Biometrika és una revista científica publicada per Oxford University Press per al Biometrika Trust. L'editor en cap és A. C. Davison. El focus principal d'aquesta revista és l'Estadística Teòrica. Es va fundar l'octubre de 1901 i va aparèixer originalment amb periodicitat trimestral. Va canviar a tres números a l'any en 1977, però va tornar a la publicació trimestral el 1992.

## Història
Biometrika va ser fundada el 1901 per Sir Francis Galton, Karl Pearson, i Raphael Weldon per promoure l'estudi de la Biometria. La història de Biometrika va ser recollida per Cox (2001). El nom de la revista va ser triat per Pearson, però Francis Edgeworth va insistir que s'escrivís amb "k" i no una "c". Des de la dècada de 1930, ha estat una revista de teoria estadística i metodologia. El paper de Galton a la revista va ser essencialment la d'un patró i en realitat la revista va ser dirigida per Pearson i Weldon i després de la mort de Weldon el 1906 per Pearson en solitari fins a la seva mort el 1936.
En els inicis, els biòlegs nord-americans Charles Davenport i Raymond Pearl eren nominalment implicats però van abandonar. A la mort de Karl Pearson, el seu fill Egon Pearson es va convertir en editor i va romandre en aquest lloc fins a 1966. David Cox va ser editor durant els següents 25 anys. Així, en els seus primers 65 anys d'història Biometrika va tenir un total de només tres editors, i en els seus primers 90 anys, només quatre. Entre altres persones que estaven profundament implicats en la revista hi ha William Palin Elderton, un soci de Pearson que va publicar diversos articles en els primers numeros i en 1935 es va convertir en president del Biometrika Trust.
En el primer número, els editors van presentar una declaració clara d'objectius:
“Es pretén que Biometrika serveixi com un mitjà no només de recopilació o publicació sota d'un títol de dades biològiques recollides d'una manera no sistemàtica o publicades en un altre lloc, sinó també de difondre el coneixement de la teoria estadística que sigui necessària per al seu tractament científic”.
En el seu contingut es volia incloure:
- treballs sobre la variació, l'herència i la selecció en animals i plantes, basades en l'estudi estadístic d'un gran nombre d'exemplars
- desenvolupaments de la teoria estadística que siguin aplicables a problemes biològics
- taules numèriques i solucions gràfiques que tendeixin a reduir o simplificar els càlculs necessaris
- resums d'altres treballs, que tractin aquests temes, que es publiquin en altres llocs
- Notes sobre el treball biomètric actual i els problemes no resolts

Els primers volums contenien molts treballs sobre temes biològics, però al llarg del segle xx, Biometrika es va convertir en una "revista d'Estadística que posa l'accent en els treballs que contenen aportacions teòriques originals de valor directe o potencial en llur aplicació." Per tant, dels cinc tipus de continguts previstos pels seus fundadors, només es mantenen el segon i en menor mesura el tercer i en gran part despullats de les seves arrels biològiques. En el seu centenari i homenatge a Karl Pearson J. B. S. Haldane va fer un paral·lelisme amb Cristòfor Colom que "va partir cap a la Xina, i va descobrir Amèrica." El mateix es podria dir de la revista de Pearson.

## Indexació
Biometrika és indexada a:
- Biological Abstracts
- BIOSIS Previews
- CAB Abstracts
- Current Contents/Agriculture, Biology, and Environmental Sciences
- Current Contents/Life Sciences
- Current Contents/Physical, Chemical and Earth Sciences
- Current Index to Statistics
- Mathematical Reviews
- ProQuest
- Research Papers in Economics
- Science Citation Index
- Zentralblatt MATH

Segons Journal Citation Reports, l'any 2011 el factor d'impacte de Biometrika era 1,912.